# The Carter
Pour plus de détails, voir Fiche technique et Distribution.
The Carter est un film documentaire américain d'Adam Bhala Lough consacré au rappeur Lil Wayne, sorti en 2009.

## Synopsis
Le film suit Lil Wayne avant et après la sortie de l'album Tha Carter III, dans la perspective du cinéma direct, sans aucune interview du rappeur. Bien que celui-ci ait donné son accord pour le film, il tenta d'en bloquer la sortie après avoir vu la première projection au festival du film de Sundance 2009. Cette réaction était due au fait qu'on l'y voit consommer de la marijuana et du sirop à la codéine  en grandes quantités. En dépit de son action en justice, le film est sorti le 17 novembre 2009 aux États-Unis en DVD et au téléchargement,. Il a atteint la tête des iTunes movie charts pour sa première semaine et le Huffington Post l'a appelé « un des cinq meilleurs documentaires de hip-hop de tous les temps ».

## Fiche technique
- Titre : The Carter
- Réalisateur : Adam Bhala Lough
- Producteur : Quincy Jones III, Joshua Krause, Jared Freedman
- Acteurs : Lil Wayne, Birdman, Cortez Bryant, Reginae Carter
- Musique : Lil Wayne
- Directeur de la photographie : Adam Bhala Lough
- Monteur : Andy Grieve
- Distributeur : QD3 Entertainment
- Durée : 72 minutes
- Date de sortie : 17 novembre 2009 (DVD)
- Pays de production : États-Unis
- Langue : anglais
- Date de sortie : 2009